# فهرست حکومت‌های ایران به ترتیب
- پیشدادیان
- کیانیان
- تمدن ایلام
- مادها
- هخامنشیان
- سلوکیان
- اشکانیان
- ساسانیان
- راشدین
- امویان
- عباسیان
- طاهریان
- صفاریان
- سامانیان
- علویان طبرستان
- زیاریان
- آل بویه
- غزنویان
- سلجوقیان
- غوریان
- خوارزمشاهیان
- مغولان
- چوپانیان
- مظفریان
- جلایریان
- سربداران
- تیموریان
- قراقویونلو
- آق‌قویونلو
- مرعشیان
- صفویان
- افشاریان
- زندیان
- قاجاریان
- پهلویان
- جمهوری‌اسلامی ایران